# Louis Blumenthal (Verlag)

Geschäftsraum Blumenthals als „Panorama von Berlin. Für die Gewerbe-Ausstellung 1896; vom Kaiserlichen Patentamt gesetzlich geschützt“, S. 11

Louis Blumenthal war eine im 19. Jahrhundert in der Leipziger Straße 38 in Berlin betriebene Geschäftsbücher-Fabrik mit angeschlossener Buchdruckerei und Lithografischer Anstalt. Neben Angeboten von Galanteriewaren tat sich die Firma bis zur Übernahme durch den Verleger Hermann Leiser „etwa 1907“ auch als Verlag von Postkarten hervor, darunter insbesondere „mit Porträtfotografien von Personen des kulturellen Lebens.“
Schon in einer Anzeige im ersten Jahrgang des Deutschen Adelsblattes 1883 bewarb Louis Blumenthal als „größtes und schönstes Magazin in der Schreibmaterialien-, Kurz- und Lederwaarenbranche der Residenz“ als Groß- und Einzelhändler für den gehobenen Bedarf unter anderem frühe Alben für Fotografien.

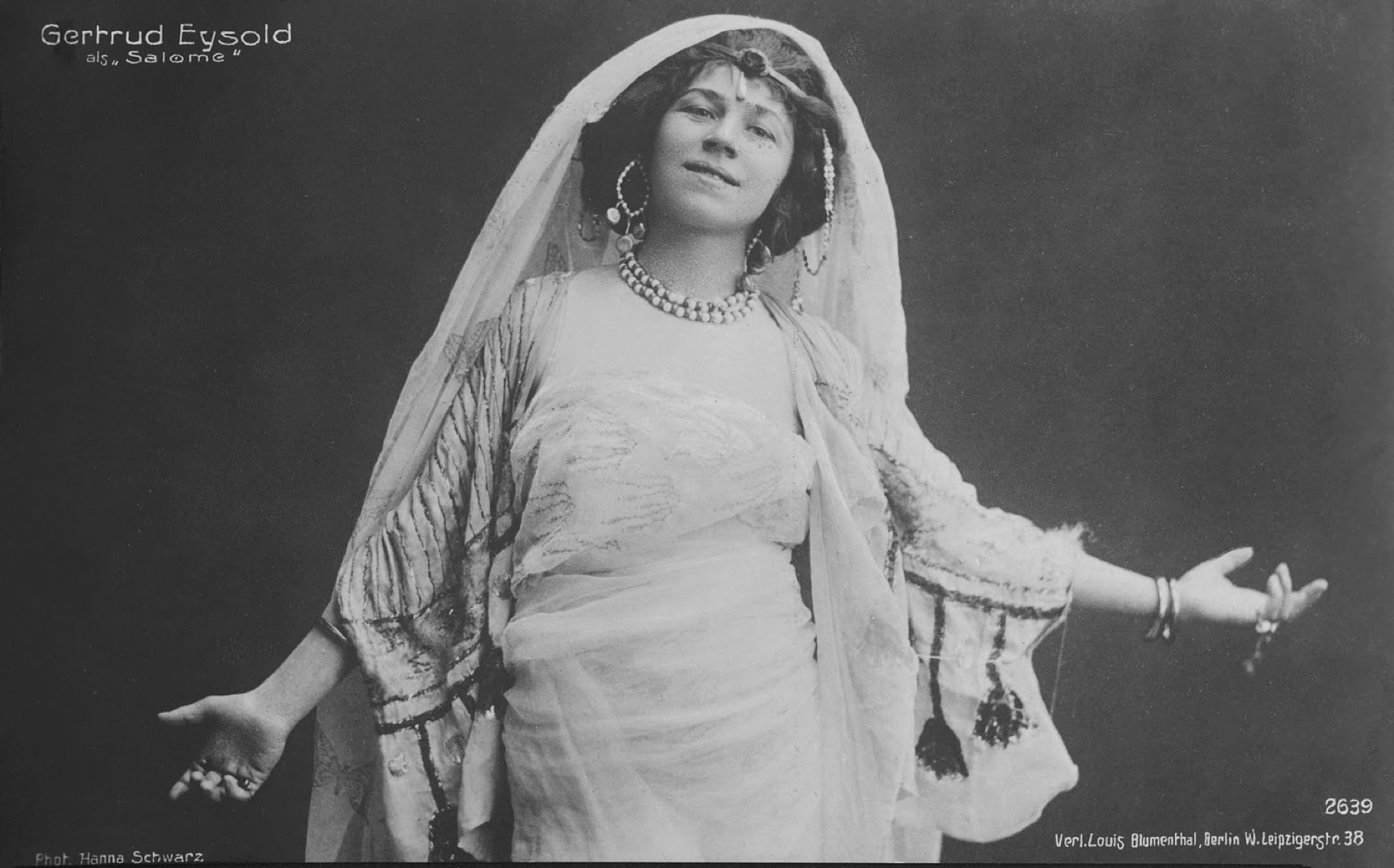
Gertrud Eysoldt als Salome;
Nr. 2639, Foto von Hanna Schwarz

Spätestens 1896 war Blumenthal als Einzel- und Großhändler auch im Export tätig und konnte nach der Einführung von Ansichtskarten schon zu Beginn des 20. Jahrhunderts auch über Vertriebspartner etwa in Frankfurt am Main eine Kollektion von mehr als 1000 „Porträt-Karten“ anbieten. Diese Bildpostkarten waren fortlaufend nummeriert; beispielsweise zeigte die Karte Nummer 2639 die Schauspielerin Gertrud Eysoldt als Salome in einer Aufnahme der Fotografin Hanna Schwarz.

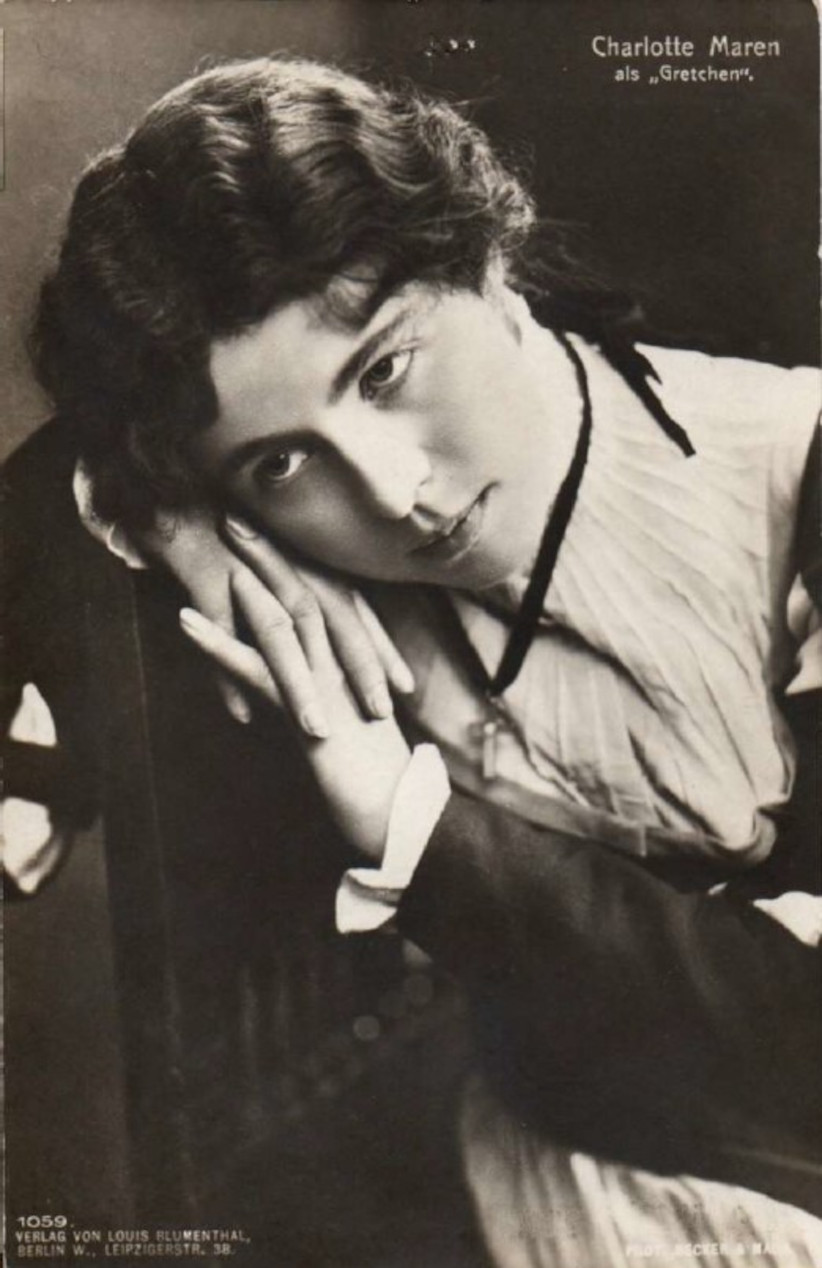
Charlotte Maren als „Gretchen“ in Goethes Faust; Nr. 1059, Becker und Maass
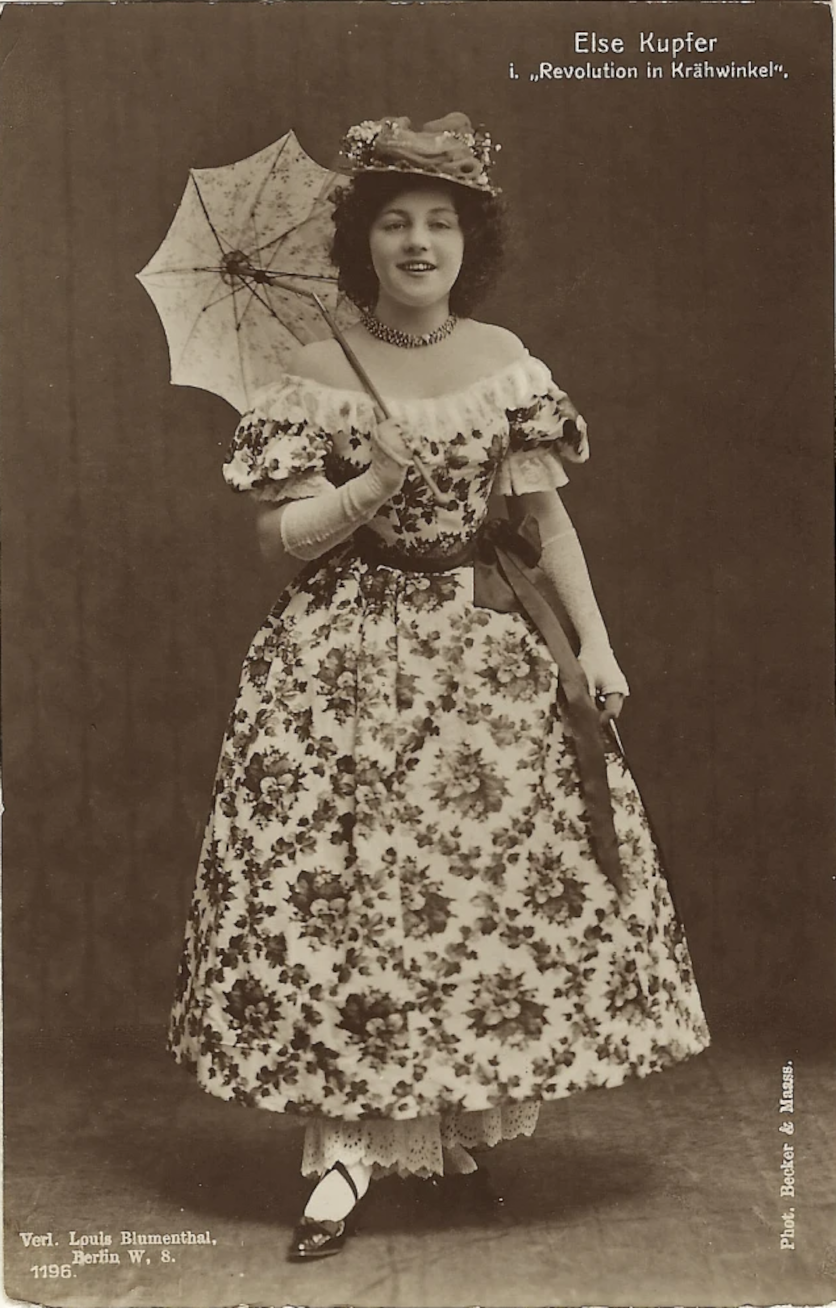
Else Kupfer im Rollenkostüm für die Posse Revolution in Krähwinkel; Becker und Maass, Nr. 1196
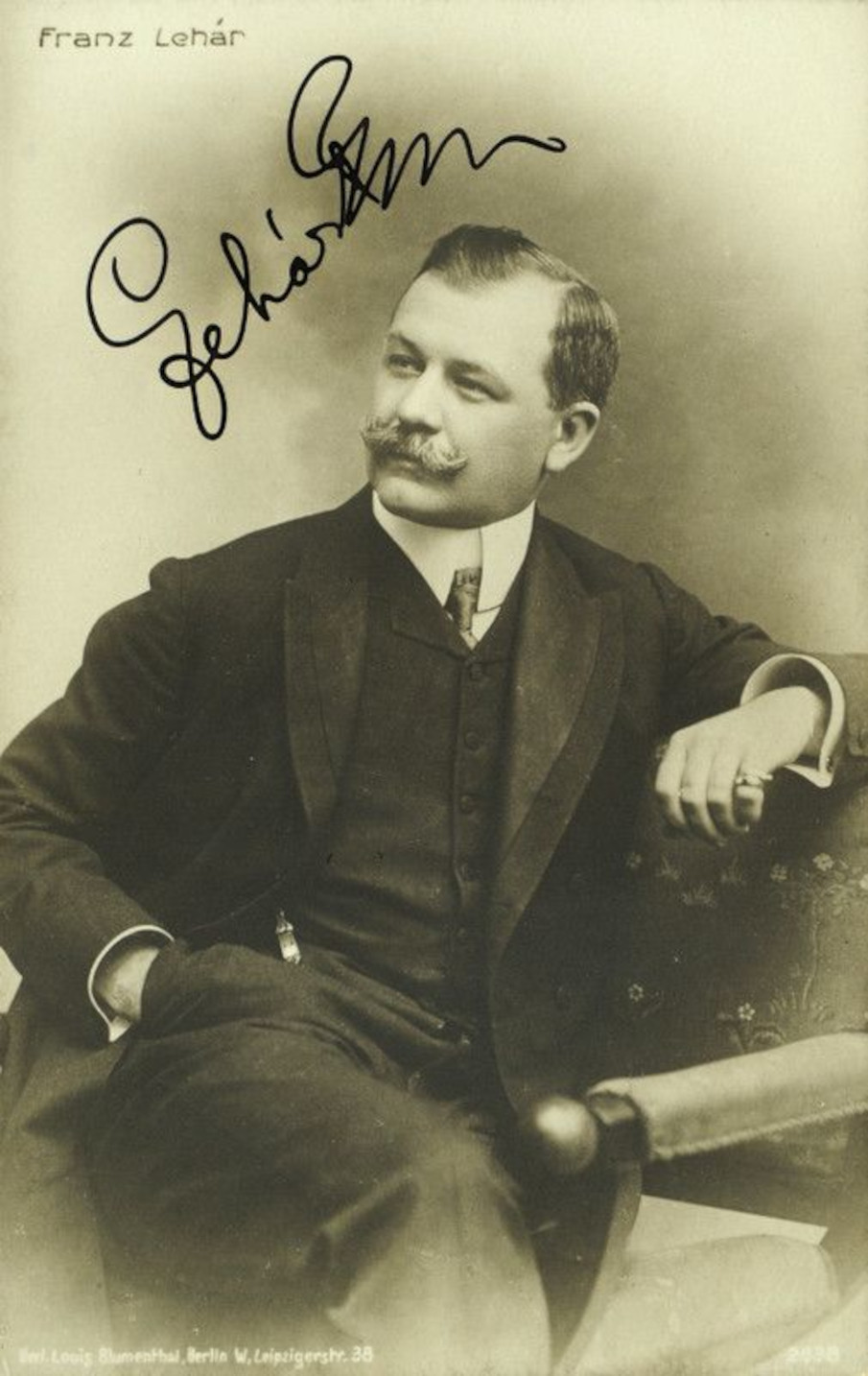
Nr. 2438: Der Komponist Franz Lehar, Nr. 2438, Atelieraufnahme
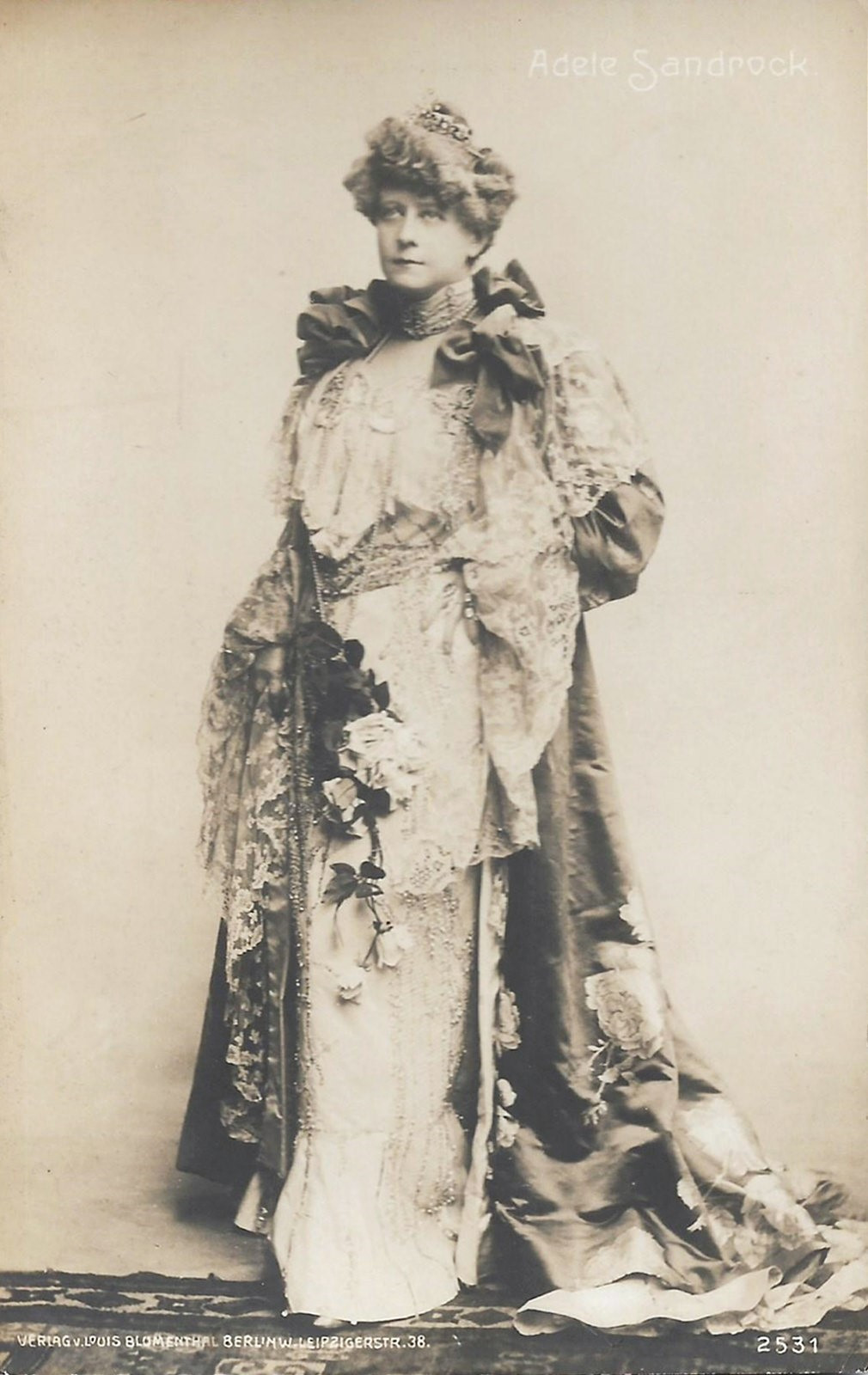
Schauspielerin Adele Sandrock als Marguerite in der Kamiliendame; Nr. 2531, Foto von Rudolf Krziwanek
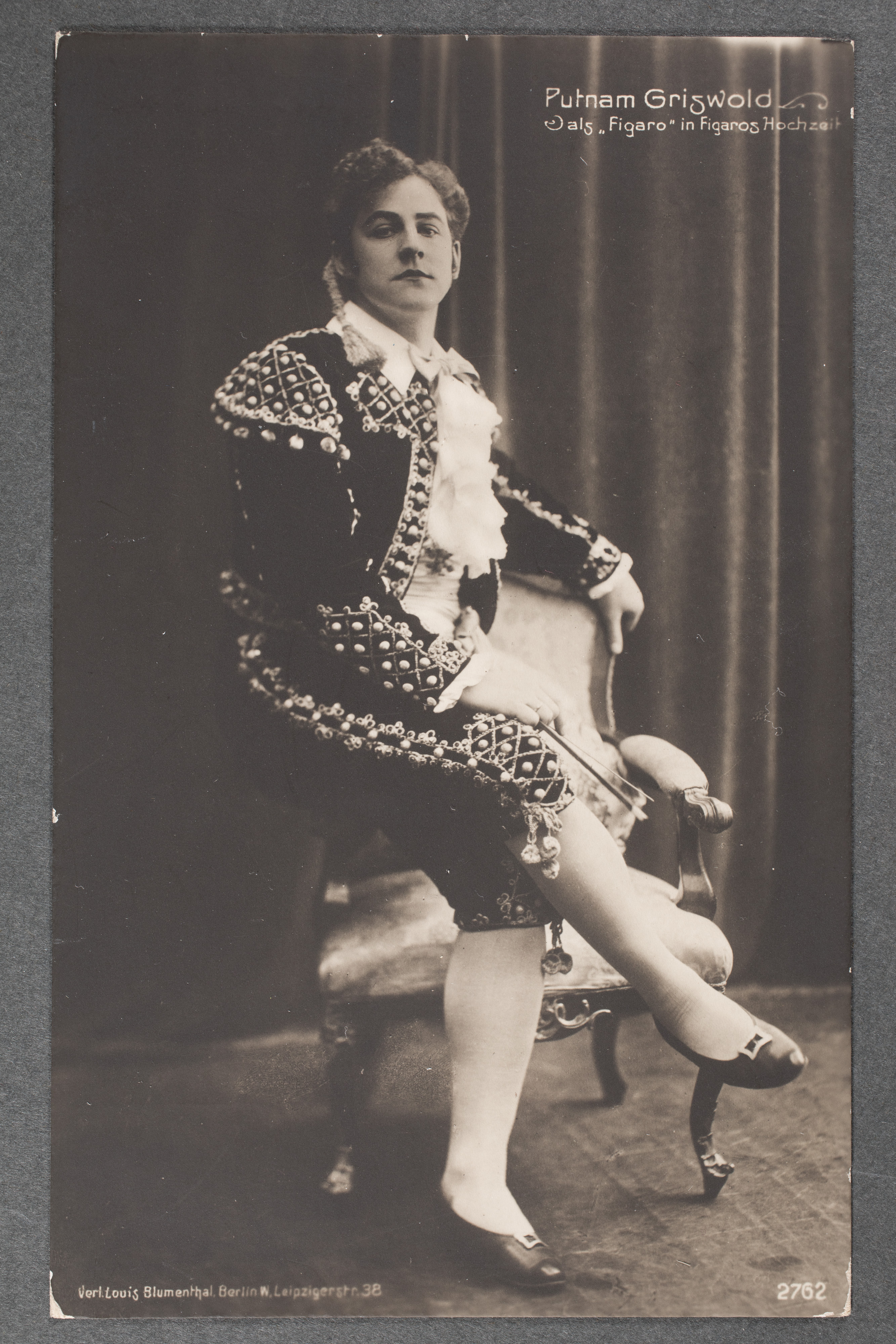
Der amerikanische Opernsänger Putnam Griswold im Kostüm für Mozarts Figaro, Nr. 2776